# George Eyser
George Louis Eyser (Kiel, 31 augustus 1870 - Denver, 6 maart 1919) was een Amerikaans turner. 
Eyser behaalde tijdens de Olympische Zomerspelen 1904 grote successen. Eyser won de gouden medaille bij het touwklimmen aan de brug en gedeeld met Anton Heida op sprong. Verder won Eyser de zilveren medaille in de driekamp en op het paard voltige en de bronzen medaille aan de rekstok.
Eyser behaalde deze presentaties met een houten been omdat zijn been was overreden door een trein.Pas in 2008 deed er weer een atleet mee aan de Olympische Zomerspelen met een beenprothese. 

## Resultaten

### Olympische Zomerspelen
| Jaar | Plaats      | Resultaten |
| ---- | ----------- | --- |
| 1904 | Saint Louis | op sprong aan de brug bij het touwklimmen bij de meerkamp toestellen op het paard voltige aan de rekstok 4e in de teamwedstrijd 10 in de driekamp |

1896: Carl Schuhmann ·
1904: Anton Heida, George Eyser ·
1924: Frank Kriz ·
1928: Eugen Mack ·
1932: Savino Guglielmetti ·
1936: Alfred Schwarzmann ·
1948: Paavo Aaltonen ·
1952: Viktor Tsjoekarin ·
1956: Helmut Bantz, Valentin Moeratov ·
1960: Takashi Ono, Boris Sjachlin ·
1964: Haruhiro Yamashita ·
1968: Mikhail Voronin ·
1972: Klaus Köste ·
1976: Nikolaj Andrianov ·
1980: Nikolaj Andrianov ·
1984: Lou Yun ·
1988: Lou Yun ·
1992: Vitali Tsjerbo ·
1996: Aleksej Nemov ·
2000: Gervasio Deferr ·
2004: Gervasio Deferr ·
2008: Leszek Blanik ·
2012: Yang Hak-seon ·
2016: Ri Se-gwang ·
2020: Shin Jea-hwan ·
2024: Carlos Yulo
1896: Alfred Flatow ·
1904: George Eyser ·
1924: August Güttinger ·
1928: Ladislav Vácha ·
1932: Romeo Neri ·
1936: Konrad Frey ·
1948: Michael Reusch ·
1952: Hans Eugster ·
1956: Viktor Tsjoekarin ·
1960: Boris Sjachlin ·
1964: Yukio Endo ·
1968: Akinori Nakayama ·
1972: Sawao Kato ·
1976: Sawao Kato ·
1980: Aleksandr Tkatsjov ·
1984: Bart Conner ·
1988: Vladimir Artemov ·
1992: Vitali Tsjerbo ·
1996: Roestam Sjaripov ·
2000: Li Xiaopeng ·
2004: Valeri Gontsjarov ·
2008: Li Xiaopeng · 
2012: Feng Zhe · 
2016: Oleg Vernjajev · 
2020: Zou Jingyuan · 
2024: Zou Jingyuan
1896: Nikolaos Andriakopoulos ·
1904: George Eyser ·
1924: Bedřich Šupčík ·
1932: Raymond Bass ·